# Chelipoda mirabilis
Chelipoda mirabilis är en tvåvingeart som beskrevs av Collin 1928. Chelipoda mirabilis ingår i släktet Chelipoda och familjen dansflugor. Inga underarter finns listade i Catalogue of Life.